# Keiichi Aichi
Keiichi Aichi (愛知 敬一 Aichi Keiichi?, 25 de julio de 1880-23 de junio de 1923) (愛知 敬一 Aichi Keiichi?, 25 de julio de 1880 – 23 de junio de 1923) fue un físico japonés. Desempeñó el cargo de profesor del departamento de física de la facultad de Ciencias en la Universidad Imperial de Tohoku.

## Biografía
Aichi nació en Tokio en el año 1880 y estudió física teórica en la Universidad de Tokio. Se graduó en el año de 1903 y en 1905 se trasladó a Kioto, donde se convirtió en profesor asistente de la Universidad de Kioto. Entre 1908 y 1911 estudió en Alemania y en 1912, defendió su tesis doctoral en la Universidad Imperial de Tohoku con las recomendaciones del canciller. Poco después, asumió el puesto de profesor en la universidad de la entonces recién establecida la Universidad de la Ciencia. En 1922, se desempeñó como intérprete durante la visita de Albert Einstein a Japón. Murió por una intoxicación alimentaria en 1923.
Su hijo fue el político Kiichi Aichi, que sirvió de forma consecutiva como Ministro de Asuntos Exteriores y Ministro de Finanzas.

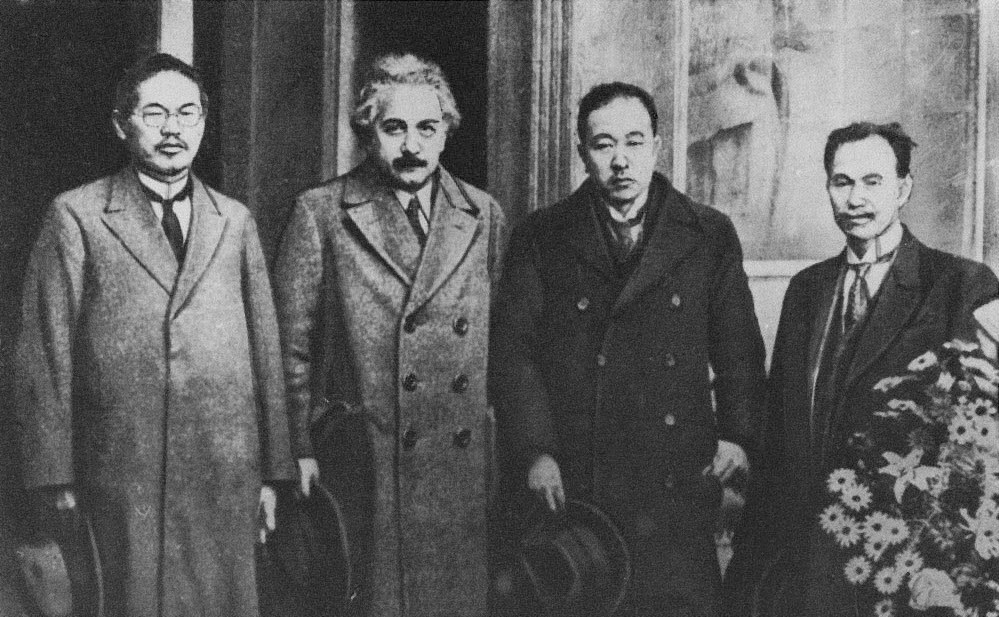
De izquierda a derecha: Kotaro Honda, Albert Einstein, Keiichi Aichi y Sirouta Kusukabe, en la Universidad Imperial de Tohoku, 1922

## Libros
- Jitsuyō kōtō sūgaku "実用高等数学" (en coautoría con Takejirō Sumio (角尾 猛次郎 Sumio Takejirō?) (角尾 猛次郎, Sumio Takejirō?)) Dainippon Tosho, 1909
- Shizen no bi a megumi: Kagaku sōwa "自然の美と恵—科学叢話" (la Belleza y la gracia de la naturaleza: historias de Ciencia) Maruzen, 1917
- Rikigaku "力学" (Mecánica) Shōkabō, 1919
- Hōshanō gairon "放射能概論" (Introducción a la Radiación) Maruzen, 1920
- Denkigaku no taito Faradē no den "電気学の泰斗ファラデーの伝" (Historia de Faraday – el padre de la electricidad) Iwanami Shoten, 1922
- Denshi no jijoden: Tsūzoku denki kōwa "電子の自叙伝—通俗電気講話" Shōkabō, 1922
- Rironbutsurigaku "理論物理学" (Física Teórica) Shōkabō, 1924

### Traducciones
- Carl Friedrich Gauss' Teoría de Potencial "ポテンチヤル論" (co-traducido con Junzō Ōkubo (大久保 準三 Ōkubo Junzō?) (大久保 準三, Ōkubo Junzō?), la Universidad Imperial de Tohoku Edición Kagaku meichoshū "科学名著集" 4, Maruzen, 1913